# Відкриті небеса

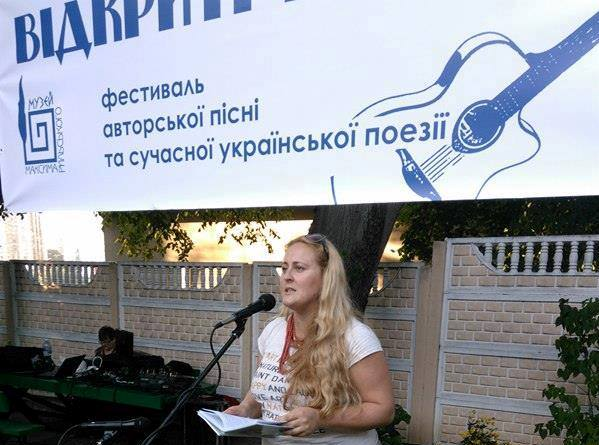
Письменниця Тата Рівна читає свої твори на галявині Київського літературно-меморіального музею Максима Рильського, Фестиваль «Відкриті небеса», 6 серпня 2016

«Відкриті небеса» — пісенно-поетичний фестиваль, започаткований в Україні в 2006.
Гасло фестивалю — «В усіх незрозумілих ситуаціях — бережи рідну культуру».

## Історія
Вперше фестиваль відбувся влітку 2006-го біля Історичного музею в Києві. Назву фестивалю дав журналіст Микола Підгорний. Фестиваль відбувся на винятково волонтерських засадах і був єдиним українським поетичним фестивалем у Києві того літа. Українські співці й поети зібралися одне одного побачити, відзначити своїми дисками й книжками здібну молодь, поговорити про наболіле й просто гарно провести літній день.
З 2007 по 2009 рік ця сама фестивальна громада збиралася на Вечорах співаного слова в Будинку письменників. 
В 2009-му фестивальний формат «Відкритих небес» відродився.
в 2013 фестиваль проходив у музеї Івана Гончара.
У 2016 фестиваль проходив 6 серпня на галявині Київського літературно-меморіального музею Максима Рильського. Співорганізатори-ведучі Оксана Яблонська та Едуард Драч. 
Серед учасників поети та виконавці: Марія Бурмака, гурт «ТЕЛЕРІ», Христина Халімонова, Тетяна Шептицька, Василь Лютий, Олег Короташ, Заза Пауалішвілі, Анатель Клименко, Володимир Осипенко, Костянтин Мордатенко, Тетяна Яровицина, Лілія Батюк-Нечипоренко, Тетяна Череп-Пероганич, Оксана Яблонська,  Ігор Жук та Ірен Роздобудько, Неля Франчук, Олександр Ігнатуша, Валентина Заха-Бура, Тата Рівна та інші. 